# Ą̄́
Ą̄́, ą̄́ – litera rozszerzonego alfabetu łacińskiego, powstała poprzez połączenie litery A z ogonkiem, akcentem ostrym i makronem. Wykorzystywana jest w zapisie języka kaska, w którym oznacza nazalizowaną samogłoskę półotwartą tylną zaokrągloną w iloczasie ([ãː]), wymawianą z tonem wysokim.

## Kodowanie
| Forma     | Wygląd | Części składowe | Części składowe | Części składowe | Kodowanie            |
| --------- | ------ | --------------- | --------------- | --------------- | -------------------- |
| majuskuła | Ą̄́      | U+0104 Ą        | U+0304 ◌̄        | U+0301 ◌́        | U+0104 U+0304 U+0301 |
| minuskuła | Ą̄́      | U+0105 ą        | U+0304 ◌̄        | U+0301 ◌́        | U+0104 U+0304 U+0301 |